# برت تاکر
برت تاکر (انگلیسی: Brett Tucker؛ زادهٔ ۲۱ مهٔ ۱۹۷۲) هنرپیشه اهل استرالیا است. وی از سال ۱۹۹۲ میلادی تاکنون مشغول فعالیت بوده‌است.
از فیلم‌ها یا برنامه‌های تلویزیونی که وی در آن نقش داشته است، می‌توان به ثور: دنیای تاریک، سَدِل کلاب و آرکین (مجموعه تلویزیونی) اشاره کرد.